# Zeche Vereinigte Bommerbänker Tiefbau
Die Zeche Vereinigte Bommerbänker Tiefbau war ein Steinkohlenbergwerk im Wittener Stadtteil Bommern. 
Sie entstand 1862 nach einem Konsolidierungsplan von 1857 aus den Stollenzechen: Tulipan, Neu Tulipan, Pluto, Rosa, Cronenbank, Alte Bommerbank, Bommerbänker Erbstollen, Gideon, St. Georg, Speckbart, Vereinigte Cassian, Kurzes Ende, Fortuna ins Osten, Fortuna ins Westen, St. Johannes Erbstollen, Jupiter, Saturn, Glücksstern und St. Gregorius, für den gemeinsamen Abbau unter der Stollensohle des Bommerbänker Erbstollens.
Im Jahre 1873 wurde ein Tiefbau-Schacht begonnen. 1892 förderte die Zeche 180.000 t Steinkohle, 1895 betrug die Belegschaftsstärke über 600 Personen. Daneben existierten die alten Göpelschächte als Wetterschächte und 1895 wurden der Schacht Südstern und ein neuer Wetterschacht im Ostfeld abgeteuft. 
Im Jahre 1904 wurde die Zeche von der Gewerkschaft Zeche Mont Cenis übernommen. 1906 wurde die Zeche nach einem Bruch der Steigleitung geschlossen. 
Die Tagesanlagen der Zeche (Kohlenwäsche und Brikettfabrik) wurden gesprengt, die Ziegelsteine geputzt und 1912 für die Errichtung einer Siedlung auf dem ehemaligen Werksgelände verwendet.
Von 1922 bis 1925 wurde noch einmal in beschränktem Umfang Abbau betrieben.
Im Jahre 1928 wurde die Abraumhalde der Zeche, an der Friesenstraße gelegen, für 1500 Reichsmark von der Gemeinde Bommern an den „Turnverein Bommern v. 1879“ verkauft, der dort nach einem Jahr harter Arbeit (u. a. wurden 30.000 Kubikmeter Abraum bewegt) seinen „Friesen-Sportplatz“ eröffnete. Bis 1958 (Umzug zum Goltenbusch) trugen auch die Fußballer des SV Bommern 05 hier ihre Heimspiele aus.